# Galaxy Goof-Ups
Galaxy Goof-Ups (br: Os Trapalhões Espaciais) é uma continuação da Corrida Espacial do Zé Colméia, mais uma vez o estúdio Hanna-Barbera Productions resolveu aproveitar a época e lançar uma série de acordo com o momento, a era Disco. Estreou em 4 de novembro 1978, tendo sua última transmissão em 1 de setembro de 1979, a série teve um total de 13 episódios, de aproximadamente 30 minutos cada.

## Enredo
Zé Colméia, outra vez deixou um pouco seu companheiro urso e estrelou o desenho Os Trapalhões Espaciais, onde ele, o pato Quack, o urso Arrepio e Dom Pixote são patrulheiros espaciais comandados pelo Capitão Cara-Bom, na tarefa de manter a ordem e a paz na galáxia. Os nossos heróis sempre que podiam, mas principalmente quando não podiam, simplesmente paravam a ação durante o episódio e iam dançar numa discoteca extremamente psicodélica, onde por exemplo o baterista toca seu instrumento com raios de luz.

## Personagens
- Zé Colméia (Yogi Bear)
- Arrepio (Scare Bear)
- Dom Pixote (Huckleberry Hound)
- Pato Quack (Quack-Up)
- Capitão Snerdley (comandava os patruleiros que por sua vez recebia as ordens do General Blowhard)
- General Blowhard

## Guia de episódios
| Data                   | Episódio | Título do episódio nos EUA.     |
| ---------------------- | -------- | ------------------------------- |
| 9 de setembro de 1978  | 1        | "The Purloined Princess"        |
| 16 de setembro de 1978 | 2        | "Defective Protectives"         |
| 23 de setembro de 1978 | 3        | "Whose Zoo?"                    |
| 30 de setembro de 1978 | 4        | "The Space Pirates"             |
| 7 de outubro de 1973   | 5        | "The Clone Ranger"              |
| 14 de outubro de 1978  | 6        | "The Dopey Defenders"           |
| 21 de outubro de 1978  | 7        | "Tacky Cat Strikes Again"       |
| 28 de outubro de 1978  | 8        | "Space Station USA"             |
| 4 de novembro de 1978  | 9        | "Hail, King Yogi!"              |
| 11 de novembro de 1978 | 10       | "Dyno-Mite!"                    |
| 18 de novembro de 1978 | 11       | "Vampire of Space"              |
| 25 de novembro de 1978 | 12       | "The Treasure of Congo-Bongo"   |
| 2 de dezembro de 1978  | 13       | "Captain Snerdley Goes Bananas" |

## Dubladores

### Nos Estados Unidos
- Zé Colméia: Daws Butler
- Dom Pixote: Daws Butler
- Arrepio: Joe Besser
- Pato Quac: Mel Blanc
- o neurótico Capitão Carabó: John Stephenson

### No Brasil
- Zé Colméia: Pádua Moreira
- Dom Pixote: Francisco Turrelli
- Arrepio: Luis Manuel
- Pato Quac: Cleonir dos Santos
- o neurótico Capitão Carabó: Dario Lourenço
- Estúdio: Herbert Richers

## Ligações Externas
- Galaxy Goof-Ups @ The Big Cartoon DataBase
- Galaxy Goof-Ups. no IMDb.
- Galaxy Goof-Ups (em inglês) no TV.com